# Thomas Pledl
Thomas Pledl (Bischofsmais, Baviera, 23 de mayo de 1994) es un futbolista alemán. Juega de centrocampista y su equipo es el MSV Duisburgo de la Regionalliga West.

## Selección nacional
Fue internacional en categorías inferiores con la selección de Alemania entre 2011 y 2014.

## Clubes
| Club                     | País     | Año       |
| ------------------------ | -------- | --------- |
| SpVgg Greuther Fürth     | Alemania | 2012-2014 |
| F. C. Ingolstadt 04      | Alemania | 2015-2019 |
| SV Sandhausen (préstamo) | Alemania | 2016-2017 |
| Fortuna Düsseldorf       | Alemania | 2019-2022 |
| Waldhof Mannheim         | Alemania | 2023      |
| MSV Duisburgo            | Alemania | 2023-2024 |
| MSV Duisburgo            | Alemania | 2025-     |